# 1.ª Brigada Acorazada Independiente (Ucrania)
La 1.ª Brigada de Tanques Severia (en Idioma ucraniano: 1-ша окрема танкова бригада) es una unidad militar  blindada de las Fuerzas Terrestres de Ucrania. La brigada se encuentra establecida en el asentamiento urbano de Honcharivka, Raión de Chernígov, en el Oblast de Chernígov.

Insignia de la 1.ª Brigada de Tanques Severia

## Historias
La brigada se formó a partir de la 292.ª Órdenes de Guardias Blindados de Novohrad de la Bandera Roja, Kutuzov, Bogdan Khmelnitsky, Alexander Nevsky y el Regimiento Estrella Roja de la 72.ª División Mecanizada y el 280.º Regimiento Blindado de la 25.ª División Mecanizada. Tras la Desintegración de la Unión Soviética, la unidad pasó a estar bajo la bandera de Ucrania. El ejército de Ucrania reconstituyó la brigada en septiembre de 2014, tras la Anexión de Crimea por la Rusia.

## Guerra ruso-ucraniana
En enero de 2015, se informó que elementos de la brigada participaron en la Segunda batalla del Aeropuerto Internacional de Donetsk para intentar un gran avance. Luego, el 18 de noviembre de 2015, las condecoraciones soviéticas incluidas en el nombre completo de la brigada 1.er Tanque de Guardias Separados Órdenes de Novohrad de la Bandera Roja, Kutuzov, Bogdan Khmelnitsky, Alexander Nevsky y Brigada de la Estrella Roja, (Ucraniano: 1-а окрема гвардійська танкова НовгороЖвь Червоного Прапора, Кутузова, Богдана Хмельницького, Олександра Невського і Червоної Зірки бригада) fueron eliminados bajo la ley de descomunización de Ucrania, dejando el nombre de 1.ª Brigada de Tanques de la Guardia (en ucraniano: 1-ша окрема гвардійська танкова бригада).
El 22 de agosto de 2016, también se eliminó su título de Guardias. Se le otorgó el honorífico Siverska el 24 de agosto de 2017. A partir de abril de 2021, se vio a la brigada luchando en el Dombás hasta que Rusia comenzó a concentrar tropas a lo largo de la frontera con Ucrania, retrocediendo a su guarnición original fuera de Kiev.
Al comienzo de la Invasión rusa de Ucrania de 2022, los elementos de la brigada se dispersaron anticipándose al inminente bombardeo de artillería, cohetes y ataques aéreos en las horas de apertura. Posteriormente, la unidad fue enviada a Chernihiv para responder a las fuerzas de vanguardia rusas del 41.º Ejército de Armas Combinadas. Las fuerzas rusas intentaron tomar la ciudad en el camino a Kiev, pero fueron repelidas; finalmente pasaron por alto la ciudad. La brigada, aumentada por las Fuerzas de Defensa Territorial y las reservas, permaneció en Chernihiv mientras los refuerzos rusos comenzaban a rodear la ciudad como resultado de más asaltos fallidos. Esto resultó en el Sitio de Chernihiv. El 31 de marzo de 2022, la brigada había defendido con éxito la ciudad contra los ataques rusos y se levantó el sitio. Los elementos supervivientes de la 41.ª CAA rusa se retiraron al norte, a Bielorrusia. La brigada recapturó las ciudades ucranianas circundantes y la autopista M01 que conecta con Kiev.
Posteriormente, la brigada se desplegó al norte del Dombás antes de realizar descansos y reacondicionamientos en mayo. En julio, los elementos de la brigada se desplegaron de nuevo en la Batalla del Dombás en el área del sur de Donetsk y Kramatorsk. El Presidente de Ucrania Volodímir Zelenski otorgó a la unidad el premio honorario recientemente establecido de "Por coraje y valentía" por su servicio en Chernihiv, la contraofensiva del sur y la región de Donbas. Fue más allá al afirmar que "en seis meses, más de mil guerreros de esta brigada fueron galardonados con premios estatales".

## Estructura actual
A partir de 2017 la estructura de la brigada es la siguiente:
- 1ra Brigada de Tanques, Honcharivske
  - Cuartel Central y Compañía del Cuartel Central
  - 1.er Batallón de Tanques
  - 2.º Batallón de Tanques
  - 3.er Batallón de Tanques
  - Grupo de Artillería de Brigada
    - Cuartel general y batería de adquisición de objetivos
    - Batallón de Artillería Autopropulsada (2S3 Akatsiya)
    - Batallón de Artillería Autopropulsada (2S1 Gvozdika)
    - Batallón de artillería de cohetes (BM-21 Grad)

  - Batallón de Artillería de Misiles Antiaéreos
  - Batallón de Ingenieros
  - Batallón de Mantenimiento
  - Batallón Logístico
  - Compañía de reconocimiento
  - Compañía de francotiradores
  - Compañía de Guerra electrónica
  - Compañía de señales
  - Compañía de radares
  - Compañía de Defensa Nuclear, Radiológica, Biológica y Química
  - Compañía Médica

## Honores
- 2017 recibió: designación Siverska
- 2022 recibido: "Por coraje y valentía"

## Viejas Insignias

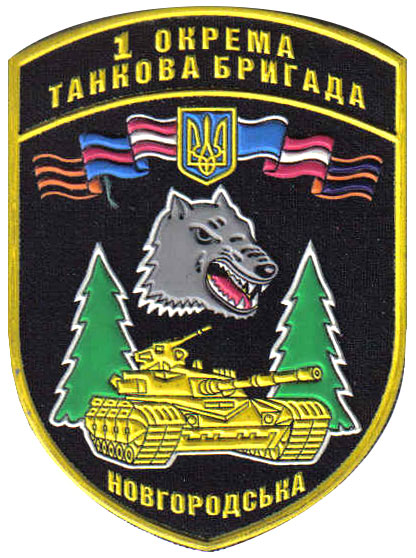
escarapela  (antes 2009)
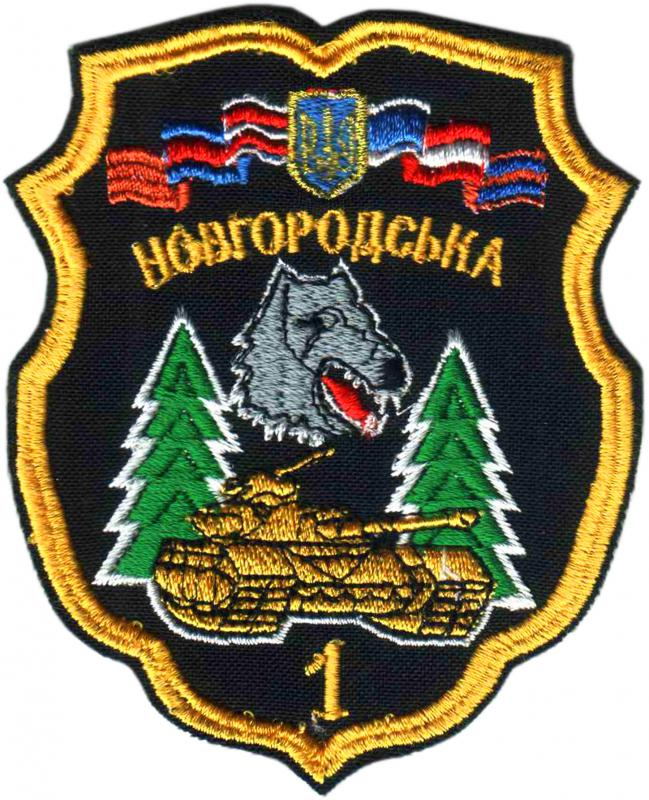
escarapela  (2009)
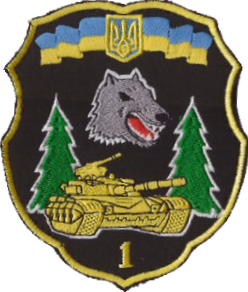
escarapela (2016)
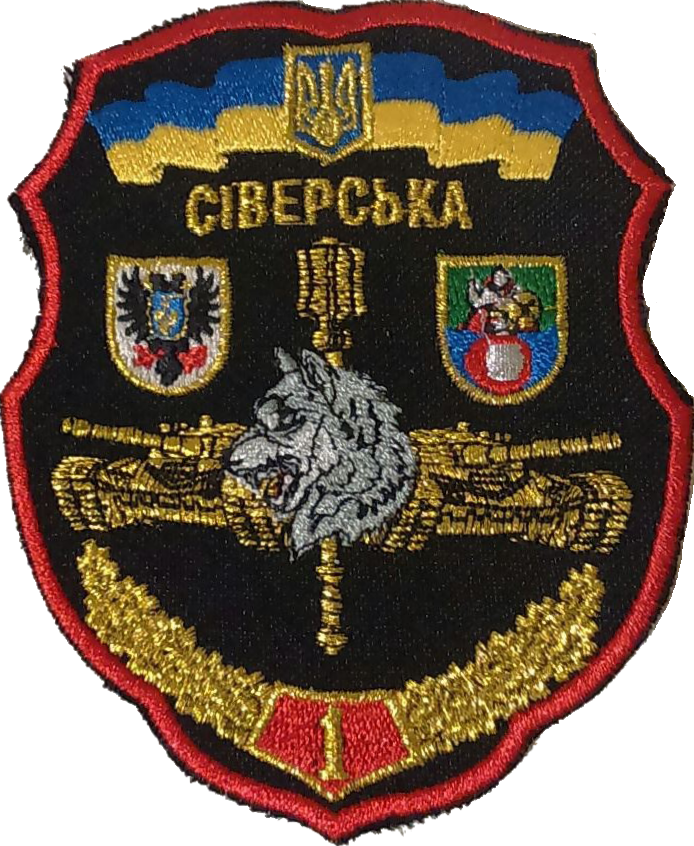
escarapela (2017–2019)

## Enlaces
- Esta obra contiene una traducción  derivada de «1st Tank Brigade (Ukraine)» de Wikipedia en inglés, publicada por sus editores bajo la Licencia de documentación libre de GNU y la Licencia Creative Commons Atribución-CompartirIgual 4.0 Internacional.